# Нигде у Африци
Нигде у Африци је немачки драмски филм из 2001. године који је написала и режирала Каролина Линк. Сценарио је заснован на истоименом аутобиографском роману Штефани Цвајг из 1995. Филм прати живот немачко-јеврејске породице у Кенији која је тамо емигрирала 1938. како би избегла прогон у Нацистичкoj Немачкoj. Освојио је Оскара за најбољи међународни филм и Немачку филмску награду 2001. у пет категорија, укључујући најбољи играни филм.

## Радња
Године 1938. породица Редлих бежи у Кенију из Глупчице како би избегла све већи прогон Јевреја. Волтер, бивши адвокат, налази посао као управник фарме. Његова супруга Џетел има проблема да се прилагоди животу у Африци иако се њихова ћерка Регина брзо прилагођава свом новом окружењу, лако учи језик и показује интересовање за локалну културу, убрзо успоставља пријатељство са куваром Овуором који је помогао да се спаси Волтеров живот када је оболео од маларије. Једини немачки контакт који Џетел има је преко Валтеровог пријатеља Сускинда, Немца који годинама живи у Африци. Када га пита зашто се никада није оженио он наводи да је имао обичај да се заљубљује у удате жене. Када избије Други светски рат, британске власти окупљају све немачке држављане и интернирају их, укључујући Јевреје, одвајајући мушкарце од жена. Брак Редлихових почиње да се погоршава и Волтер оптужује Џетел да не жели да спава са њим пошто је он само фармер, убрзо спава са британским војником који говори немачки, а Регина и Валтер то сазнају. Волтер одлучује да се придружи британској војсци и жели да Џетел оде у Најроби са њим, али она одбија и остаје да води фарму са Овуором. Регина је послата у енглески интернат и тамо остаје годинама, само повремено може да се врати током сезоне жетве. Џетел течно говори свахили и води фарму стекавши поштовање за афричку културу и напоран рад који раније није имала. Током времена, Џетел и Сускинд развијају везу. Волтер се враћа из рата због чега је Џетел пресрећна и мири се са њим. Касније јој каже да му је отац претучен на смрт, а да му је сестра умрла у нацистичком концентрационом логору. Пријављује се за адвокатско место у Немачкој и добија обавештење да може одмах да буде постављен за судију. Наводи да је политика британске војске да све војнике и њихове породице пошаље кући. Џетел одбија да пође са њим рекавши да је потребна фарми и да јој је досадило да га прати. Такође, одбија да верује да би се земља која је убила њихове рођаке заиста могла сматрати домом. Љути Валтер одговара да је у почетку мрзела Африку и да је једва чекала да се врати у Немачку и да је себична, пита Регину да ли жели да иде са њим, али она не жели да напусти Овуора. Док се спрема да оде сам појављује се рој скакаваца који прети жетвом. Џетел види Волтера како се враћа да се бори против скакаваца и дирнута је његовом посвећеношћу породици. На крају скакавци одлазе без озбиљне штете по усеве и фармери славе. Џетел и Волтер се мире и имају однос, саопштава му да је трудна са њим наводећи га да закључи да није спавала са Сускиндом. Овуор одлучује да крене на путовање схватајући да се живот Редлицхових вратио у Немачку. Џетел дозвољава Валтеру да одлучи да ли треба да оду или не када он добија карте за повратак у Немачку. Последња сцена приказује Волтера, Регину и Џетел како путују возом. У нарацији, Регина наводи да је њен брат рођен здрав и да је назван Макс по њеном деди по оцу.

## Улоге
- Јулијане Келер — Џетел Редлих
- Мераб Нинидзе — Волтер Редлих
- Сидеде Ониуло — Овуор
- Матијас Хабих — Сускинд
- Леа Курка — Регина (млађа)
- Каролина Екерц — Регина (старија)
- Герд Хајнц — Макс
- Ендру Закс — господин Рубенс
- Дајана Кин — госпођа Рубенс